# Megarctosa argentata
Megarctosa argentata là một loài nhện trong họ Lycosidae.
Loài này thuộc chi Megarctosa. Megarctosa argentata được J. Denis miêu tả năm 1947.